# Руссильон (провинция)

Флаг Руссильона

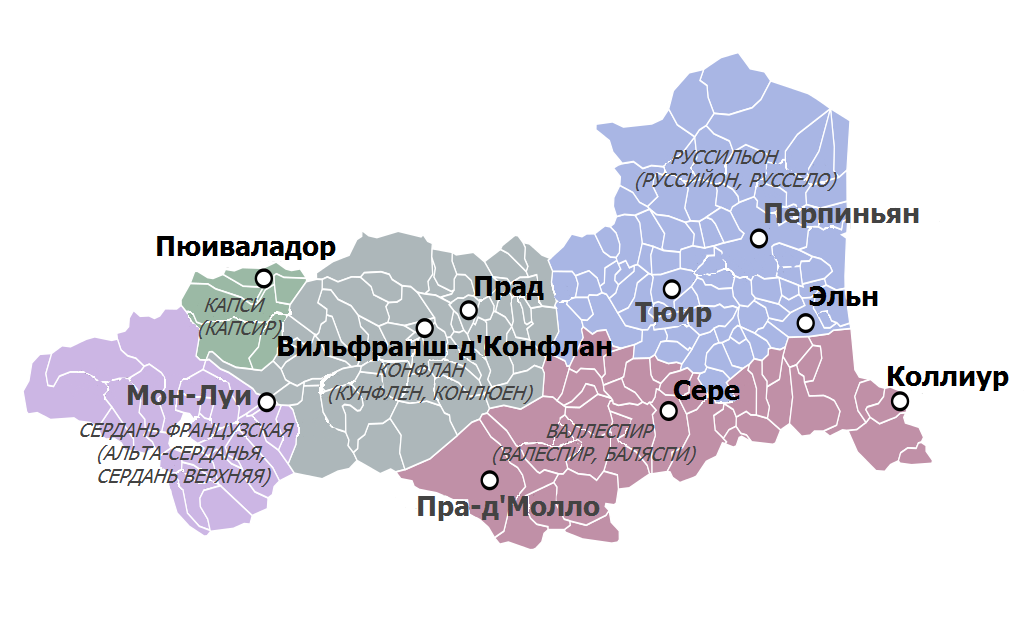

Руссильо́н  (кат. Rosselló, фр. Roussillon) — историческая провинция в южной Франции между Пиренеями и Средиземным морем. Главный город — Перпиньян (теперь департамент Восточные Пиренеи). В Средние века здесь располагалось графство Руссильон, затем — каталонская комарка Руссильон.

## История
Древними обитателями Руссильона было племя сардонов; главный их город, Русцино, разрушен норманнами в 859 году. В римскую эпоху Руссильон входил в состав провинции Нарбонская Галлия; в V веке Руссильоном овладели вестготы, в 720 году — сарацины, в 759-м — франки.
Со времени Карла Великого область образует Руссильонское графство, входившее в состав Испанской марки, а около 900 года ставшее независимым. С XI века Руссильон находился в вассальной зависимости от Барселонского графства. В 1172 году, после смерти последнего независимого графа Руссильона, Херардо II, графство по наследству перешло к королю Арагона Альфонсо II.

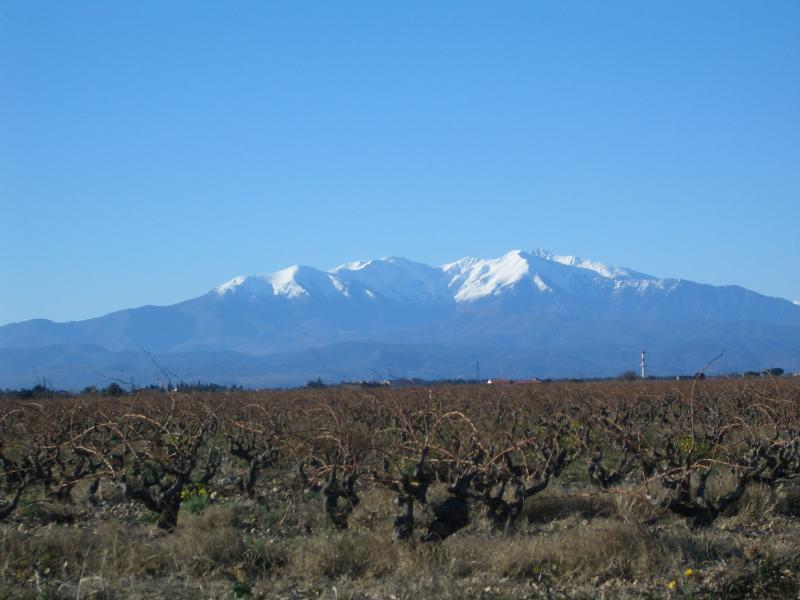
Вид из Руссильона на гору Канигу

Удачное расположение превратило город Перпиньян в торговую столицу всего Пиренейского края. После договора в Корбее (1258) король Франции Людовик IX отказался от притязаний на Руссильон. Хайме I Арагонский в 1276 году включил Руссильон в состав королевства Мальорка, а в 1344 году Педро IV снова включил Руссильон в состав Каталонии.
В 1463 году, воспользовавшись просьбой короля Арагона о подавлении восстания в Каталонии, французы захватили Руссильон, который должен был оставаться в руках французского короля, пока не будет погашен долг — ту сумму, в которую была оценена помощь. Но Хуан II в 1473 году, не погасив долга, захватил Руссильон силой, пользуясь поддержкой местных жителей, пострадавших от французского режима управления. В 1475 году арагонский король, вновь вынужденный обратиться к Франции за помощью, вернул ей Руссильон. В 1493 году был подписан Барселонский договор, по которому король Франции Карл VIII вернул графство королю Арагона Фердинанду Католику.
Во владении Испании Руссильон оставался до 1642 года, когда в результате вмешательства короля Людовика XIII в новое восстание в Каталонии область была занята французскими войсками. По Пиренейскому миру (1659 год) Руссильон был окончательно присоединён к Франции.

## В составеФранции
Провинция Руссильон делилась на три вегерии: Руссильона, Конфлана и Сердани.
В Руссильоне был генералитет и интендантство. Провинция была приграничной, поэтому подчинялась она государственному секретарю по военным делам. В ней не было провинциальных штатов, по многим вопросам она подчинялась центральным властям. Руссильон платил габель и обладал собственным парламентом (здесь он назывался «суверенным советом»).
В 1789 году в Руссильоне появилось своё провинциальное собрание.